# Discografia formației Nightwish
Discografia formației symphonic metal finlandeze Nightwish constă din 7 albume de studio, un extended play, 4 albume live, 7 compilații, 13 clipuri video și 21 de single-uri. Formația a fost formată în 1996 de către compozitorul și clapistul Tuomas Holopainen, chitaristul Emppu Vuorinen, și fosta vocalistă Tarja Turunen. Componența actuală a trupei Nightwish constă din 5 membri, Tarja Turunen fiind înlocuită de Anette Olzon iar basistul original, Sami Vänskä, de către Marco Hietala, care de asemenea a preluat funcția de vocalist masculin. Anette Olzon a părăsit recent formația fiind înlocuită de Floor Jansen.

## Albume de studio
| Titlu                                                                             | Detalii album                                                                                          | Poziția de top | Poziția de top | Poziția de top | Poziția de top | Poziția de top | Poziția de top | Poziția de top | Poziția de top | Poziția de top | Poziția de top | Certificări                                                                                                 |
| Titlu                                                                             | Detalii album                                                                                          | FIN            | AUT            | FRA            | GER            | GRE            | HUN            | NLD            | NOR            | SWE            | SWI            | Certificări                                                                                                 |
| --------------------------------------------------------------------------------- | --- | -------------- | -------------- | -------------- | -------------- | -------------- | -------------- | -------------- | -------------- | -------------- | -------------- | --- |
| Angels Fall First                                                                 | - Lansare: 1 noiembrie 1997 (FIN) - Label: Spinefarm - Format: CD                                      | 31             | —              | —              | —              | —              | —              | —              | —              | —              | —              | - IFPI FIN: Platinum                                                                                        |
| Oceanborn                                                                         | - Lansare: 7 decembrie 1998 (FIN) - Label: Spinefarm - Format: CD, LP                                  | 5              | —              | —              | 74             | —              | —              | —              | —              | —              | —              | - IFPI FIN: 2× Platinum                                                                                     |
| Wishmaster                                                                        | - Lansare: 19 mai 2000 (FIN) - Label: Spinefarm - Format: CD, LP                                       | 1              | —              | 66             | 21             | —              | —              | —              | —              | —              | —              | - IFPI FIN: 2× Platinum                                                                                     |
| Century Child                                                                     | - Lansare: 24 mai 2002 (FIN) - Label: Spinefarm - Format: CD, LP                                       | 1              | 15             | 32             | 5              | —              | —              | 41             | 19             | 39             | 50             | - IFPI FIN: 3× Platinum                                                                                     |
| Once                                                                              | - Lansare: 7 iunie 2004 (FIN) - Label: Spinefarm, Nuclear Blast - Format: CD, LP                       | 1              | 4              | 9              | 1              | 1              | 5              | 11             | 1              | 3              | 4              | - IFPI FIN: 3× Platinum - IFPI AUT: Gold - IFPI NOR: Gold - IFPI SWE: Gold - IFPI SWI: Gold - BMVI: 3× Gold |
| Dark Passion Play                                                                 | - Lansare: 26 septembrie 2007 (FIN) - Label: Spinefarm, Nuclear Blast, Roadrunner - Format: CD, LP, DD | 1              | 5              | 6              | 1              | 5              | 1              | 5              | 7              | 4              | 1              | - IFPI FIN: 4× Platinum - IFPI AUT: Gold - IFPI SWE: Gold - IFPI SWI: Gold - BMVI: Platinum - ZPAV: Gold    |
| Imaginaerum                                                                       | - Lansare: 30 noiembrie 2011 (FIN) - Label: Spinefarm, Nuclear Blast, Roadrunner - Format: CD, LP, DD  | 1              | 9              | 41             | 6              | —              | 21             | 24             | 17             | 3              | 3              | - IFPI FIN: 3× Platinum - IFPI GRE: Gold - IFPI SVK: Gold - IFPI SWI: Gold - BMVI: Gold - ZPAV: Gold        |
| Endless Forms Most Beautiful                                                      | - Lansare: 2015                                                                                        |                |                |                |                |                |                |                |                |                |                | |
| Human. :II: Nature.                                                               | - Lansare: 2020                                                                                        |                |                |                |                |                |                |                |                |                |                | |
| "—" denotes a recording that did not chart or was not released in that territory. | |                |                |                |                |                |                |                |                |                |                | |

## Albume live
| From Wishes to Eternity                                      | - Lansare: April 2001 - Recorded: 29 decembrie 2000 - Format: CD, DVD, VHS        | 7  | —  | —  | 1  | — | —  | —  | —  | - FIN: Gold                             |
| End of Innocence                                             | - Lansare: 6 octombrie 2003 - Recorded: 2002–2003 - Format: DVD                   | 1  | —  | —  | 62 | — | —  | —  | —  | - FIN: Platinum - GER: Gold             |
| End of an Era                                                | - Lansare: 1 iunie 2006 - Recorded: 21 octombrie 2005 - Format: CD, DVD           | 7  | 41 | 40 | 3  | — | 3  | 35 | 18 | - FIN: Platinum - FRA: Gold - GER: Gold |
| Made in Hong Kong                                            | - Lansare: 1 martie 2009 - Recorded: 2006–2008 - Format: MCD, DVD                 | 2  | 26 | 50 | 15 | 4 | 20 | 54 | 38 |                                         |
| Showtime, Storytime                                          | - Lansare: 29 noiembrie 2013 - Recorded: 3 august 2013 - Format: DVD, Blu-ray, CD | 40 | -  | -  | 6  | - | -  | -  | 52 |                                         |
| "—" denotes releases that did not chart or was not released. |                                                                                   |    |    |    |    |   |    |    |    |                                         |

## Soundtrack
| Title                  | Album details                            | Peak chart positions | Peak chart positions | Peak chart positions | Peak chart positions | Peak chart positions | Peak chart positions | Peak chart positions | Peak chart positions | Certifications |
| Title                  | Album details                            | FIN                  | AUT                  | BEL                  | GER                  | GRE                  | NLD                  | SWE                  | SWI                  | Certifications |
| ---------------------- | ---------------------------------------- | -------------------- | -------------------- | -------------------- | -------------------- | -------------------- | -------------------- | -------------------- | -------------------- | -------------- |
| Imaginaerum: The Score | - Lansare: 9 noiembrie 2012 - Format: CD | —                    | —                    | —                    | —                    | —                    | —                    | —                    | —                    |                |

## EPs
| Title                       | EP details                                                                           | Peak chart positions | Peak chart positions | Peak chart positions | Peak chart positions | Peak chart positions | Certifications    |
| Title                       | EP details                                                                           | FIN                  | AUT                  | FRA                  | GER                  | SWI                  | Certifications    |
| --------------------------- | ------------------------------------------------------------------------------------ | -------------------- | -------------------- | -------------------- | -------------------- | -------------------- | ----------------- |
| Over the Hills and Far Away | - Lansare: 25 iunie 2001 - Label: Spinefarm, Century Media and Drakkar - Format: MCD | 1                    | 53                   | 139                  | 85                   | 79                   | - FIN: 2×Platinum |

## Compilation albums
| Wishmastour 2000                                             | - Lansare: 11 decembrie 2000 - Label: XIII Bis Records - Format: CD                 | —  | —  | —  | — | — | —  | —  | —  |                               |
| Tales from the Elvenpath                                     | - Lansare: 17 octombrie 2004 - Label: Drakkar Records - Format: CD                  | 1  | 19 | 7  | — | — | —  | —  | 12 | - FIN: Platinum - GER: Gold   |
| Bestwishes                                                   | - Lansare: 22 martie 2005 - Label: Toy's Factory - Format: CD                       | —  | —  | —  | — | — | —  | —  | —  |                               |
| Highest Hopes: The Best of Nightwish                         | - Lansare: 17 septembrie 2005 - Label: Spinefarm Record - Format: CD, DVD           | 1  | 13 | 17 | 1 | 5 | 41 | 14 | 10 | - FIN: 3×Platinum - NOR: Gold |
| The Sound of Nightwish Reborn                                | - Lansare: 2 septembrie 2008 - Label: Roadrunner Records - Format: Digital download | —  | —  | —  | — | — | —  | —  | —  |                               |
| Lokikirja                                                    | - Lansare: 18 November 2009 - Label: Nuclear Blast - Format: CD                     | 21 | —  | —  | — | — | —  | —  | —  |                               |
| Walking in the Air: The Greatest Ballads                     | - Lansare: 27 May 2011 - Label: Sony Music - Format: CD                             | 45 | 65 | 32 | — | — | —  | —  | 35 |                               |
| "—" denotes releases that did not chart or was not released. |                                                                                     |    |    |    |   |   |    |    |    |                               |

## Single-uri
| "The Carpenter"                                              | 1997 | 3  | —  | —  | —  | — | —  | —  | —  | —  | Angels Fall First   |
| "Sacrament of Wilderness"                                    | 1998 | 1  | —  | —  | —  | — | —  | —  | —  | —  | Oceanborn           |
| "Passion and the Opera"                                      | 1998 | —  | —  | —  | —  | — | —  | —  | —  | —  | Oceanborn           |
| "Walking in the Air"                                         | 1999 | 1  | —  | —  | —  | — | —  | —  | —  | —  | Oceanborn           |
| "Sleeping Sun (Four Ballads of the Eclipse)"                 | 1999 | 2  | —  | —  | —  | — | —  | —  | —  | —  | Oceanborn           |
| "The Kinslayer"                                              | 2000 | —  | —  | —  | —  | — | —  | —  | —  | —  | Wishmaster          |
| "Deep Silent Complete"                                       | 2000 | 3  | —  | —  | —  | — | —  | —  | —  | —  | Wishmaster          |
| "Ever Dream"                                                 | 2002 | 1  | —  | —  | —  | — | —  | —  | —  | —  | Century Child       |
| "Bless the Child"                                            | 2002 | 1  | —  | —  | 63 | — | 55 | —  | —  | —  | Century Child       |
| "Nemo"                                                       | 2004 | 1  | 12 | 64 | 6  | 1 | 64 | —  | 12 | 14 | Once                |
| "Wish I Had an Angel"                                        | 2004 | 1  | 47 | —  | 36 | 3 | 65 | 20 | 11 | 40 | Once                |
| "Kuolema Tekee Taiteilijan"                                  | 2004 | 1  | —  | —  | —  | 3 | —  | —  | —  | —  | Once                |
| "The Siren"                                                  | 2005 | 3  | —  | —  | 51 | 1 | —  | —  | 30 | 59 | Once                |
| "Sleeping Sun"                                               | 2005 | 1  | 47 | —  | 34 | — | —  | —  | —  | —  | Highest Hopes       |
| "Eva"                                                        | 2007 | 14 | —  | —  | —  | — | —  | —  | —  | —  | Dark Passion Play   |
| "Amaranth"                                                   | 2007 | 1  | 30 | 62 | 16 | 1 | 47 | 1  | 13 | 14 | Dark Passion Play   |
| "Erämaan Viimeinen"                                          | 2007 | 1  | —  | —  | —  | — | —  | —  | —  | —  | Dark Passion Play   |
| "Bye Bye Beautiful"                                          | 2008 | 5  | —  | 54 | 35 | 4 | —  | 4  | —  | —  | Dark Passion Play   |
| "The Islander"                                               | 2008 | 1  | —  | 91 | —  | — | —  | 5  | —  | —  | Dark Passion Play   |
| "Storytime"                                                  | 2011 | 1  | 57 | 19 | 39 | 2 | —  | 2  | —  | 31 | Imaginaerum         |
| "The Crow, the Owl and the Dove"                             | 2012 | 1  | —  | —  | 82 | — | —  | 5  | —  | —  | Imaginaerum         |
| "Ghost Love Score (Live)"                                    | 2013 | —  | —  | —  | —  | — | —  | —  | —  | —  | Showtime, Storytime |
| "Storytime (Live)"                                           | 2013 | —  | —  | —  | —  | — | —  | —  | —  | —  | Showtime, Storytime |
| "—" denotes releases that did not chart or was not released. |      |    |    |    |    |   |    |    |    |    |                     |

## Clipuri video
| Cântec                                   | An   | Regizor                    |
| ---------------------------------------- | ---- | -------------------------- |
| "The Carpenter"                          | 1998 | Sami Käyhkö                |
| "Sacrament of Wilderness"                | 1998 | n/a                        |
| "Sleeping Sun (Four Ballads of Eclipse)" | 1998 | Sami Käyhkö                |
| "The Kinslayer"                          | 2000 | Bill Wishmaster            |
| "Over the Hills and Far Away"            | 2001 | Pasi Takula                |
| "Bless the Child"                        | 2002 | Pasi Takula                |
| "End of All Hope"                        | 2002 | Pasi Takula                |
| "Nemo"                                   | 2004 | Antti Jokinen              |
| "Wish I Had an Angel"                    | 2004 | Uwe Boll                   |
| "The Siren"                              | 2005 | Silver Style Entertainment |
| "Sleeping Sun"                           | 2005 | Joern Heitmann             |
| "While Your Lips Are Still Red"          | 2007 | Markku Pölönen             |
| "Amaranth"                               | 2007 | Antti Jokinen              |
| "Bye Bye Beautiful"                      | 2007 | Antti Jokinen              |
| "The Islander"                           | 2008 | Stobe Harju                |
| "Storytime"                              | 2011 | Stobe Harju                |